# Ulster Bank

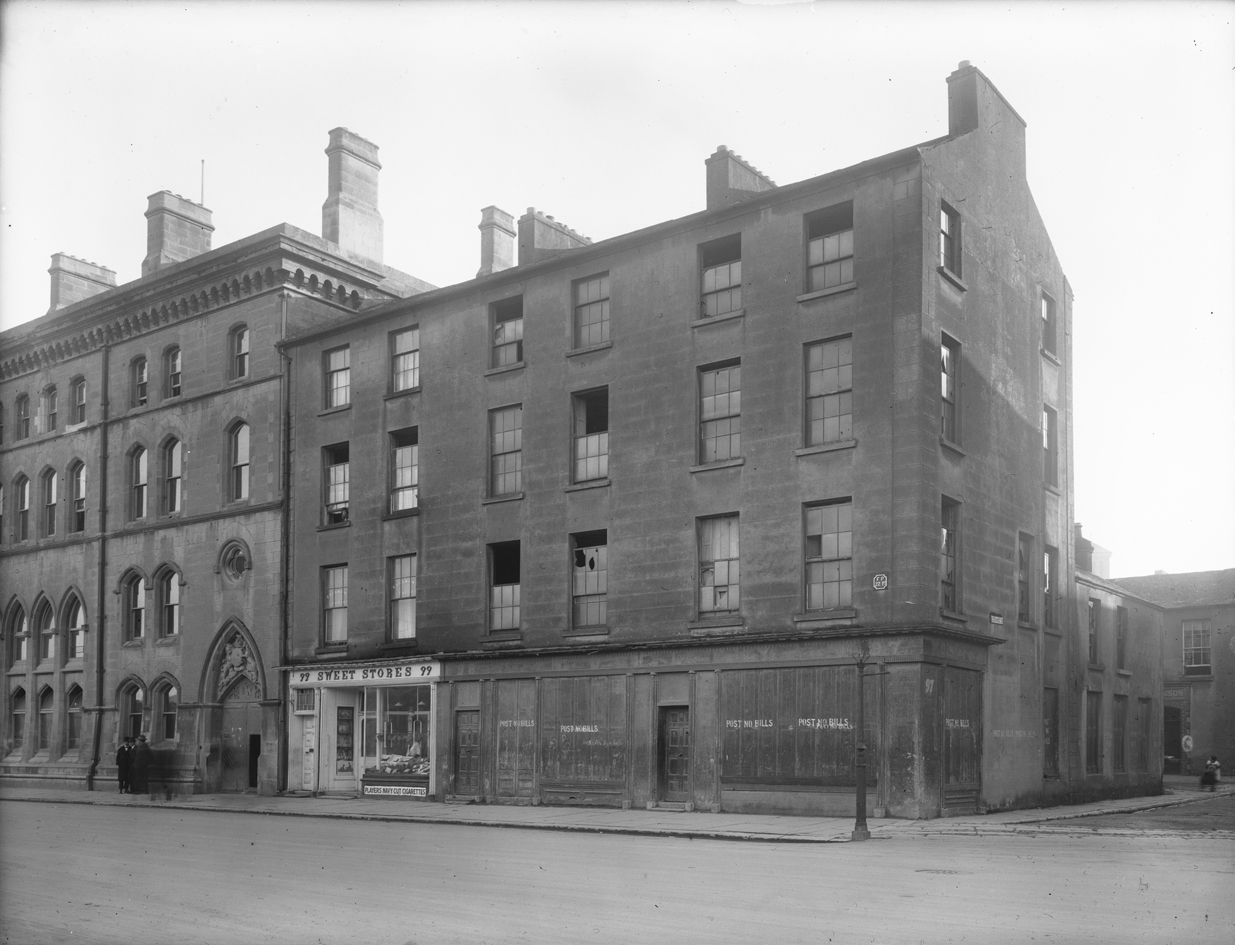
Locales del Ulster Bank, The Quays, Waterford, Irlanda, 1928.

El Ulster Bank es un importante banco comercial, uno de los tradicionales cuatro grandes bancos irlandeses. El Grupo Ulster Bank está subdividido en dos entidades legales separadas, Ulster Bank Limited (UBL —registrado en Irlanda del Norte—) y Ulster Bank Ireland Limited (UBIL —registrado en la República de Irlanda—). La sede central del grupo (y del UBIL) se encuentra en  George's Quay, Dublín en la República de Irlanda, mientras que la sede oficial del UBL se encuentra en Donegal Square East, Belfast, en Irlanda del Norte, y mantiene una larga participación en el sector de los servicios financieros tanto en el Reino Unido como en Irlanda.
Ulster Bank es una filial del National Westminster Bank, parte del Grupo Royal Bank of Scotland, desde 2000. Tiene 146 sucursales en la República de Irlanda y 90 en Irlanda del Norte y más de 1.200 cajeros automáticos. El Grupo tiene más de 3.000 empleados y más de 1,9 millones de clientes.